# Eunice torresiensis
Eunice torresiensis är en ringmaskart som beskrevs av McIntosh 1885. Eunice torresiensis ingår i släktet Eunice och familjen Eunicidae. Inga underarter finns listade i Catalogue of Life.